# Joseph-Marie de Gérando
Joseph-Marie de Gérando, také Joseph Marie Degérando (29. února 1772 Lyon – 10. listopadu 1842 Paříž) byl francouzský filozof.

## Život
Byl synem italského rodáka Antoina de Géranda (1739–1785), statkáře a slavného architekta v Lyonu. Vyrůstal v Lyonu a také tam studoval. V roce 1808 se stal členem správní komise Toskánska, poté v roce 1810 členem správní komise pro sekularizované papežské státy (Romains États). V roce 1812 se stal direktorem regionu Horní Katalánsko a byl jmenován důstojníkem Čestné legie. V roce 1820 byl jmenován velitelem Čestné legie. V roce 1832 byl přijat do dvou akademií Institutu de France (Academie des sciences morales et politiques a Académie des inscriptions et belles-lettres).
Dílem Considérations sur les differents méthodes à suivre dans l'observation des peuples sauvages (Úvahy o metodách, které je třeba dodržovat při pozorování divokých národů) zahájil moderní antropologii.
Několik prací věnoval studiu systémů pomoci a charity 19. století, zejména Le visiteur du pauvre.
V roce 1807 byl zvolen externím členem Göttingenské akademie věd. Od roku 1808 byl externím členem Bavorské akademie věd a od roku 1812 členem korespondentem Pruské akademie věd.